# Pseudocrenilabrus multicolor victoriae
Sous-espèce
Statut de conservation UICN

 LC  : Préoccupation mineure
Pseudocrenilabrus multicolor victoriae est une sous-espèce de poissons d'eau douce de la famille des Cichlidae. À ne pas confondre avec Pseudocrenilabrus multicolor multicolor.

## Description
Cette espèce mesure adulte une taille maximale avoisinant les 8 cm, parfois un peu plus en aquarium pour les plus vieux spécimens. Les femelles reste plus petites environ 5 cm.

## Dimorphisme
Les sexes de cette espèce de Cichlidae est comme beaucoup, très simplement différenciable. En effet, les mâles sont notamment nettement plus colorés et de plus grande taille. Les femelles restent donc plus petite et possède un fond de coloration terne, brun/grise/argenté.

## Reproduction
Cette espèce est incubatrice buccale maternelle, les femelles gardent les œufs, larves et tout jeunes alevins entre quinze jours et trois semaines protéger dans leur gueule. Les mâles peuvent se montrer très insistants dès les premières maturités sexuelles des femelles, et ses dernières très précoces aussi par rapport à leur taille. Il est bon de laisser les femelles atteindre une certaine taille avant de les laisser évoluer pleinement avec les mâles. Il préférable également de maintenir cette espèce en groupes de plusieurs individus, de manière à diviser l'agressivité d'un mâle dominant sur plusieurs individus. L'insistance des mâles pour la reproduction peut être tel en aquarium, qu'il est aussi parfois nécessaire de nourrir séparément du communautaire, une semaine à une quinzaine les femelles après une gestation (entre chaque gestation).